# Goniagnathus osmelaki
Goniagnathus osmelaki är en insektsart som beskrevs av Fletcher. Goniagnathus osmelaki ingår i släktet Goniagnathus, och familjen dvärgstritar. Inga underarter finns listade i Catalogue of Life.